# SBB Eem 923 sorozat
Az SBB Eem 923 sorozat hibrid-hajtású tolatómozdony-sorozat, melyet a Stadler Winterthur AG gyártott a Svájci Szövetségi Vasutak számára 2011 és 2013 között,  összesen harminc példányban. Az Eem 923 az Ee 922-vel közösen a Stadler „Butler” típuscsaládjába tartozik.

## Története
2011. október 14-én az SBB Cargo és a Stadler Winterthur AG bemutatta az új hibrid Eem 923 sorozatú mozdonyát. A tervek szerint az SBB Cargo 2012 elején üzembe helyezi a 30 darabra szóló megrendelésre leszállított első új tolatómozdonyt. Ezek a mozdonyok környezetbarátok, és gazdaságosan üzemeltethetők. A Stadler Winterthur vezérigazgatója az első mozdony bemutatója alkalmával kijelentette, a piacon most ez a tolató mozdony a legmodernebb és legfejlettebb. Az újonnan kimunkált tolatómozdony mérföldkövet jelent a gyár életében, folytatta mondandóját. A mozdony az SBB Ee 922 sorozaton alapul, melyet az SBB személyszállítási divíziója eredményesen alkalmaz tolatási feladatokra.
A mozdony elnyerte a német Privatbahn Magazin vasúti szaklap 2012/2013-as évre járó „A jövő technológiája” innovációs díját.

## Műszaki jellemzése
A mozdony külső megjelenése az Ee 922-höz hasonlít, belül az új hibrid mozdony lényegesen különbözik a csak villamos hajtású elődjétől. A kétszeres teljesítményű villamos hajtás mellett az Eem 923 mozdonysorozat kiegészítő dízel hajtással is rendelkezik, a mellékvágányok kiszolgálása érdekében, amelyek nincsenek villamos felsővezetékkel ellátva, és ez utóbbi jelentősen növeli a mozdonyok hatékonyságát. A mozdonyok a jelenleg üzemelő SBB Bm 4/4 sorozat mozdonyokat váltják le, melyek már a modern igényeket nem tudják kielégíteni. E mozdonyoknál előforduló gyakori hibák megnövelték a fenntartási költséget. Az SBB Cargo az áruszállítás hatékonyabbá tételét várja az új mozdonytól. A hibrid hajtás az SBB Cargo számára ideális lehetőséget biztosít. Mivel az Eem 923 sorozatú mozdony mind vonali mind tolató szolgálatban alkalmazható, az SBB Cargo növelheti a vontatás rugalmasságát. Az új mozdony maximális sebessége 100 km/h, és így sokkal könnyebben felhasználható a nagy forgalmat lebonyolító svájci vasúti hálózaton.
Az SBB elvárja, hogy az új mozdonyok sokkal jobb üzemkészséget biztosítsanak, kisebb üzemeltetési és fenntartási költségek mellett. Remélik, hogy 2013-ban – amikor már mind a 30 mozdony üzembe áll – az üzemeltetési költség csökkenni fog, mivel a hibrid mozdonyok elsősorban a villamos üzemben villamos energia felhasználásával üzemelnek. Így a CO2 kibocsátás több mint 4000 tonnával csökkenhet évente.

## Mozdonylista
A mozdonyokat az azokat kezelő csapatok tagjai nevezték el a mozdonyok munkaterületéhez közeli hegyekről.
| Pályaszám | Név          | Pályaszám | Név           | Pályaszám | Név                                |
| --------- | ------------ | --------- | ------------- | --------- | ---------------------------------- |
| 923 001   | Heitern      | 923 011   | (nincs)       | 923 021   | Tourbillon                         |
| 923 002   | Brästenegg   | 923 012   | Chaumont      | 923 022   | (nincs)                            |
| 923 003   | Stählibuck   | 923 013   | Le Moléson    | 923 023   | Dent de Vaulion                    |
| 923 004   | Roggen       | 923 014   | Dents du Midi | 923 024   | Fronalpstock                       |
| 923 005   | Oberberg     | 923 015   | Mont Vully    | 923 025   | Schlossberg                        |
| 923 006   | Born         | 923 016   | Le Jorat      | 923 026   | Hofberg                            |
| 923 007   | Schoren      | 923 017   | Frienisberg   | 923 027   | Montagne de Boujean / Bözingenberg |
| 923 008   | Schäflisberg | 923 018   | (nincs)       | 923 028   | Geissberg                          |
| 923 009   | Alvier       | 923 019   | La Berra      | 923 029   | Rossberg                           |
| 923 010   | Suhrerchopf  | 923 020   | Stockhorn     | 923 030   | Chestenberg                        |